# Avenue de l'Ermitage
L'avenue de l'Ermitage est une voie du 16e arrondissement de Paris, en France.

## Situation et accès
L'avenue de l'Ermitage est une voie privée située dans le 16e arrondissement de Paris. Elle débute au 10, Grande Avenue de la Villa-de-la-Réunion et se termine au 18, Grande Avenue de la Villa-de-la-Réunion.

## Origine du nom
Elle porte ce nom car elle conduit à un kiosque dit l'Ermitage.